# Maxomys alticola
Maxomys alticola és una espècie de mamífer rosegador de la família dels múrids. És endèmic de les muntanyes del nord de Borneo (Malàisia). El seu hàbitat natural són els boscos montans tropicals. És una espècie en risc mínim, és a dir, no sembla que hi hagi cap amenaça significativa per a la seva supervivència. El seu nom específic, alticola, significa ‘habitant de les parts altes’ en llatí.